# 제1차 콩고 전쟁
제1차 콩고 전쟁(1996년 11월 - 1997년 5월)은 자이르와 콩고 분지 일대에서 일어난 전쟁이다.
자이르의 극우 독재자인 모부투 세세 세코는 1965년 집권 직후부터 미국, 프랑스, 포르투갈과의 군사동맹을 맺고 극단적인 반공주의 정책을 펴며, 앙골라, 콩고, 르완다에 자이르의 병력을 침투시켜 집단 학살을 일으켰다. 모부투는 르완다 집단학살을 비롯한 르완다의 후투족 정권의 인종청소를 지원했는데, 1994년 투치족이 정권을 잡은 이후 르완다는 자이르에 병력을 보내 반모두투 계열 반군 수장인 로랑데지레 카빌라가 정권을 잡게 도왔다.